# Robert des Ablèges
Robert des Ablèges, ou des Ableiges, mort le  29 janvier 1231, est un évêque français  du XIIIe siècle.

## Biographie
Robert est fils de Dreux d'Ableiges.
Il est chanoine de Bayeux de 1185 à 1192. En 1206, il est nommé par une partie du chapitre cathédral de Bayeux pour succéder à Henri, mort en 1205, mais son élection est contestée par Guillaume qui occupe le canonicat de Pézerolles, et par Richard, doyen de la cathédrale, qu'une autre portion du chapitre a élu simultanément. 
Il est fait appel au pape Innocent III , qui charge l'évêque de Dol avec les abbés de Savigny et d'Ardenne concernant la question. Il annule les trois élections, et ordonne que le chapitre procède à une nouvelle nomination. Cette fois, la majorité est acquise à Robert qui est renvoyé pour être ordonné à Gautier de Coutances, archevêque de Rouen, car il n'est encore que sous-diacre. 
L'un des premiers actes de Robert est la construction de l'hôtel-Dieu de Bayeux. Il souscrit vers 1207 à une charte de Gautier, archevêque de Rouen, qui octroie à ses chanoines la dîme de Dieppe et de Bouteilles. En 1207, le roi donne à l'évêque de Bayeux l'église de Notre-Dame de Neuville au diocèse de Coutances, que ce prélat cède peu après à son chapitre. Philippe Auguste lui cède en 1207 la chapelle de Saint-Ouen du Château avec ses appartenances.

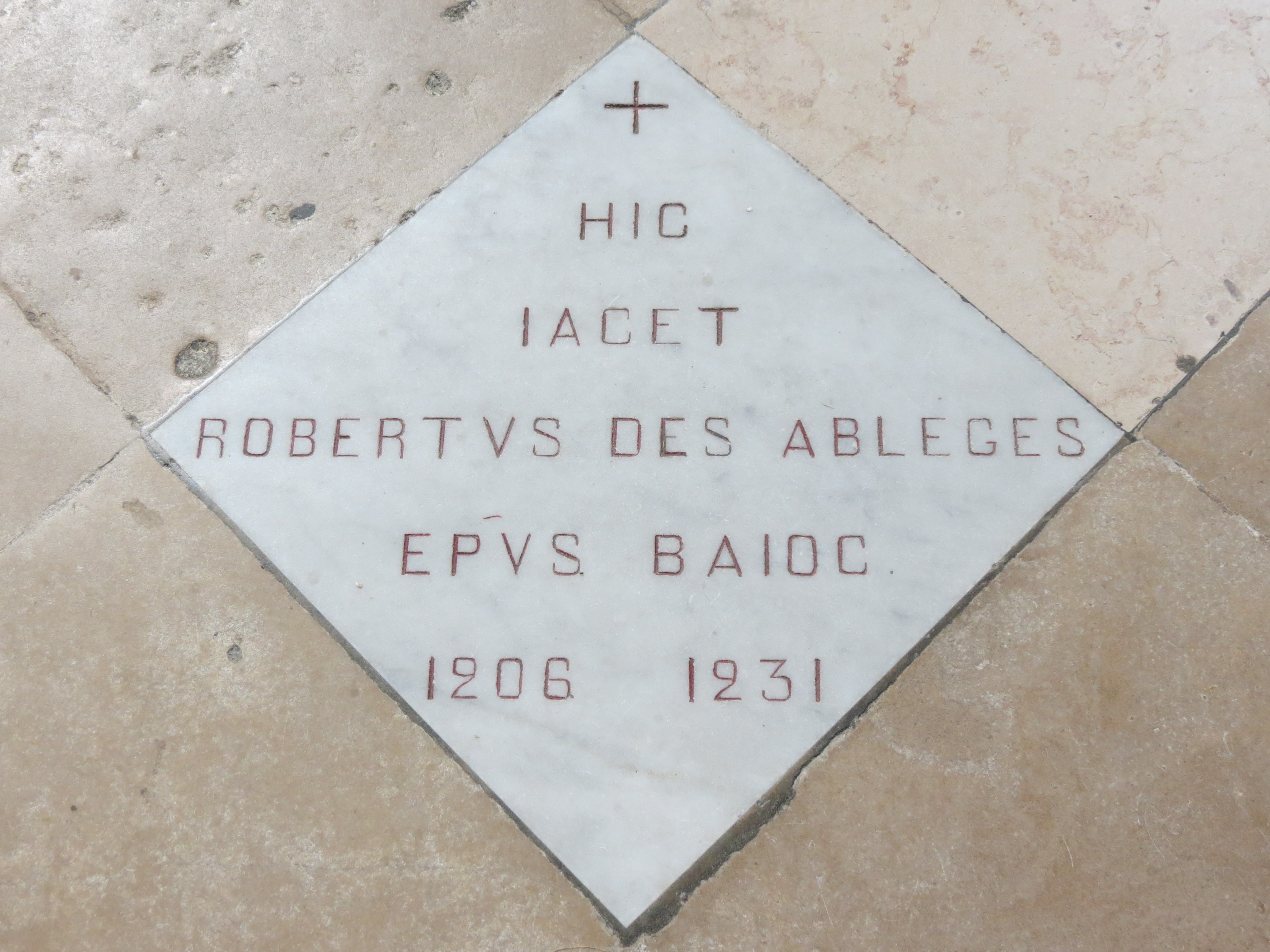
Pierre tombale de Robert des Ablèges, en haut de la nef de la cathédrale de Bayeux.

En 1209, il conduit les milices de son diocèse contre les hérétiques de l'Albigeois et en 1210, il donne à son chapitre l'église de Notre-Dame-des-Champs, au diocèse de Rouen. En 1216 il lève quelques troupes et s'embarqe pour la Palestine, où il prend part avec ses bayeusains à la défaite des infidèles à la bataille de Saint-Jean-d'Acre. Robert consacre en 1220 l'église du Val-Richer et approuve en 1221 la fondation de la collégiale du Saint-Sépulcre de Caen. Passant à Villefranche en Beaujolais, il y prend quelques disciples de saint François et les établit dans sa ville épiscopale sous la conduite de Grégoire de Lombardie, l'un des compagnons du fondateur de cet ordre.
Robert transige la même année avec Guillaume du Bellay sur certains droits à Neuilly et y achète toutes les propriétés de Robert de Marmion.
Robert des Ableiges, que les papes chargent de missions dans la province de Normandie, assiste en 1223 au concile tenu à Paris par le cardinal Conrad, légat, évêque de Porto, contre les albigeois et aux obsèques du roi Philippe Auguste.